# Birkenhead
 (février 2025).
Si vous disposez d'ouvrages ou d'articles de référence ou si vous connaissez des sites web de qualité traitant du thème abordé ici, merci de compléter l'article en donnant les références utiles à sa vérifiabilité et en les liant à la section « Notes et références ».

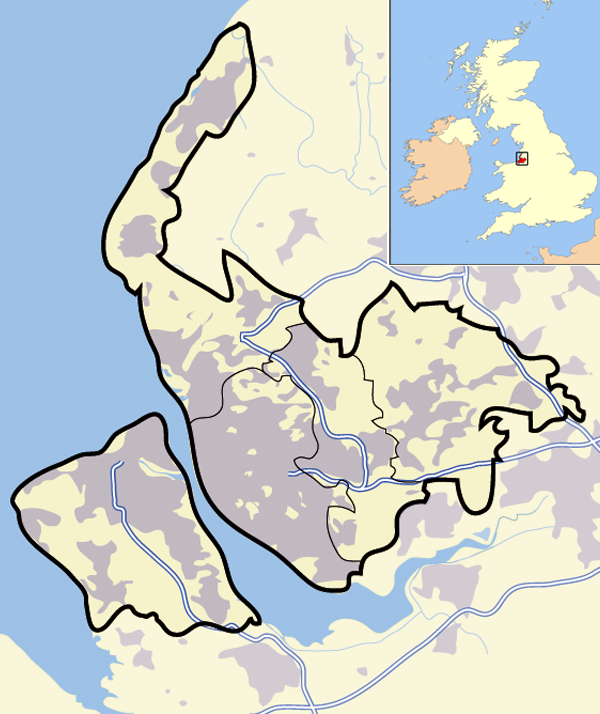
Situation de Birkenhead

Birkenhead située au N-E de la Péninsule de Wirral, est une ville portuaire du Royaume-Uni, dans l'Angleterre du Nord-Ouest, sur l'estuaire de la Mersey, et faisant face à Liverpool.
Sa population en 2001 est de 83 700 habitants, et le district métropolitain correspondant, Wirral (principalement Birkenhead et Wallasey où se trouve la mairie du district), ont 312 293 habitants (constitué des villes de la péninsule du même nom). Ce district est le débouché des deux tunnels routiers et du tunnel ferroviaire en provenance de Liverpool.

## Industrie
Birkenhead a jadis abrité les chantiers navals Cammell Laird and co Ltd, maintenant d'entretien et était le prolongement économique de Liverpool (industries, voies de communication).
À l'emplacement du port s'est développée une zone d'entreprise (zone franche) qui se renforce avec des liaisons maritimes avec l'Irlande. La façade du Wirral donnant sur Liverpool (Mersey) est restée ouvrière et assez urbanisée alors que la façade donnant sur le pays de Galles (vallée de la Dee) est plus résidentielle (West Kirby, Heswall, etc.).

## Sport
L'équipe de football de Birkenhead s'appelle Tranmere Rovers Football Club. Le club évolue en Football League Two (quatrième division anglaise).

## Personnalités liées à Birkenhead
Sont nées dans la ville les personnalités suivantes :
- la compositrice et pianiste Mary Grant Carmichael (1851-1935) ;
- le peintre Henry Meynell Rheam (1859-1920) ;
- le compositeur Cyril Scott (1879-1970) ;
- l'alpiniste Andrew Irvine (1902-1924) ;
- L'actrice puis femme politique Glenda Jackson (1936-2023) ;
- le journaliste Tim Hetherington (1970-2011) ;
- Le politicien Peter Taaffe (1942-2025) ;
- l'acteur Taron Egerton (1989-).